# ستيفاني برايس
ستيفاني برايس (بالإنجليزية: Stephanie Price)‏ هي واثبة حواجز ‏ أسترالية، ولدت في 17 يوليو 1972.

## وصلات خارجية
- ستيفاني برايس على موقع الاتحاد الدولي لألعاب القوى (الإنجليزية)
- ستيفاني برايس على موقع النتائج التاريخية لألعاب القوى الأسترالية (الإنجليزية)
- ستيفاني برايس على موقع أوليمبيديا (الإنجليزية)
- ستيفاني برايس على موقع اللجنة الأولمبية الأسترالية (الإنجليزية)